# Chicoutimi (circonscription provinciale)
Circonscription électorale provinciale du Canada
Chicoutimi est une circonscription électorale provinciale québécoise située dans la région administrative du Saguenay-Lac-Saint-Jean.  Elle occupe le territoire de l'ancienne ville de Chicoutimi. 

## Historique
La circonscription est créée en 1912 d'une partie de l'ancienne circonscription de Chicoutimi-Saguenay qui est dissoute à ce moment. Le territoire de cette circonscription sera modifié lors des réformes de la carte électorale de 1972 et de 1980. Ses limites sont inchangées depuis la réforme de la carte électorale de 2011.
La circonscription de Chicoutimi est considérée comme ayant une tendance nationaliste. En effet, depuis les années 1930, les électeurs de Chicoutimi ont toujours élu un député associé à un parti nationaliste. De plus, les résultats aux trois référendums sur la question constitutionnelle montrent une appartenance importante à la cause souverainiste dans cette circonscription.

## Territoire et limites
La circonscription de Chicoutimi s'étend sur 173,47 km2 sur le territoire de la ville de Saguenay. Elle couvre le territoire de l'ancienne ville de Chicoutimi. En 2016, 58 170 personnes y résidaient. En 2017, 46 219 personnes étaient inscrites sur la liste électorale pour cette circonscription.

## Liste des députés
| Législature                                | Années       | Député                  | Député            | Parti            |
| ------------------------------------------ | ------------ | ----------------------- | ----------------- | ---------------- |
| Chicoutimi Précédée de Chicoutimi-Saguenay |              |                         |                   |                  |
| 13e                                        | 1912–1916    |                         | Honoré Petit      | Libéral          |
| 14e                                        | 1916–1919    |                         | Honoré Petit      | Libéral          |
| 15e                                        | 1919–1923    | Joseph-Arthur Gaudrault |                   | Libéral          |
| 16e                                        | 1923–1927    | Gustave Delisle         |                   | Libéral          |
| 17e                                        | 1927–1931    | Gustave Delisle         |                   | Libéral          |
| 18e                                        | 1931–1935    | Gustave Delisle         |                   | Libéral          |
| 19e                                        | 1935–1936    |                         | Arthur Larouche   | ALN              |
| 20e                                        | 1936–1938    |                         | Arthur Larouche   | Union nationale  |
| 20e                                        | 1938–1939    | Antonio Talbot          |                   | Union nationale  |
| 21e                                        | 1939–1944    | Antonio Talbot          |                   | Union nationale  |
| 22e                                        | 1944–1948    | Antonio Talbot          |                   | Union nationale  |
| 23e                                        | 1948–1952    | Antonio Talbot          |                   | Union nationale  |
| 24e                                        | 1952–1956    | Antonio Talbot          |                   | Union nationale  |
| 25e                                        | 1956–1960    | Antonio Talbot          |                   | Union nationale  |
| 26e                                        | 1960–1962    | Antonio Talbot          |                   | Union nationale  |
| 27e                                        | 1962–1966    | Antonio Talbot          |                   | Union nationale  |
| 28e                                        | 1966–1970    | Jean-Noël Tremblay      |                   | Union nationale  |
| 29e                                        | 1970–1973    | Jean-Noël Tremblay      |                   | Union nationale  |
| 30e                                        | 1973–1976    |                         | Marc-André Bédard | Parti québécois  |
| 31e                                        | 1976–1981    |                         | Marc-André Bédard | Parti québécois  |
| 32e                                        | 1981–1985    |                         | Marc-André Bédard | Parti québécois  |
| 33e                                        | 1985–1989    | Jeanne Blackburn        |                   | Parti québécois  |
| 34e                                        | 1989–1994    | Jeanne Blackburn        |                   | Parti québécois  |
| 35e                                        | 1994–1998    | Jeanne Blackburn        |                   | Parti québécois  |
| 36e                                        | 1998–2003    | Stéphane Bédard         |                   | Parti québécois  |
| 37e                                        | 2003–2007    | Stéphane Bédard         |                   | Parti québécois  |
| 38e                                        | 2007–2008    | Stéphane Bédard         |                   | Parti québécois  |
| 39e                                        | 2008–2012    | Stéphane Bédard         |                   | Parti québécois  |
| 40e                                        | 2012–2014    | Stéphane Bédard         |                   | Parti québécois  |
| 41e                                        | 2014–2015    | Stéphane Bédard         |                   | Parti québécois  |
| 41e                                        | 2016–2018    | Mireille Jean           |                   | Parti québécois  |
| 42e                                        | 2018–2022    |                         | Andrée Laforest   | Coalition avenir |
| 43e                                        | 2022–présent |                         | Andrée Laforest   | Coalition avenir |

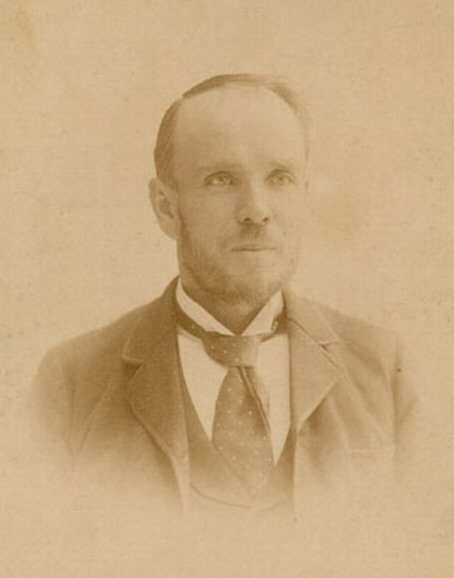
Honoré Petit est député de Chicoutimi de 1912 à 1919 pour le Parti libéral.
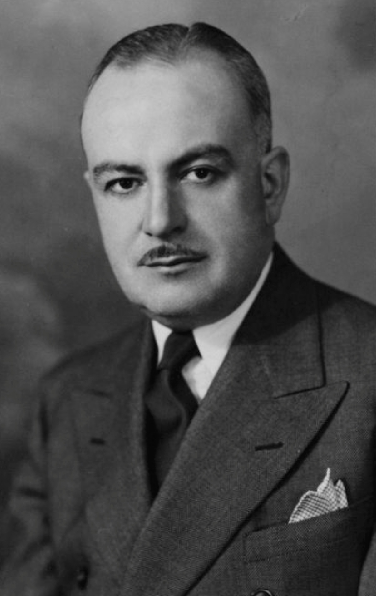
Antonio Talbot est député de Chicoutimi de 1938 à 1965 pour l'Union nationale. Il est chef de l'opposition, brièvement, en 1961.
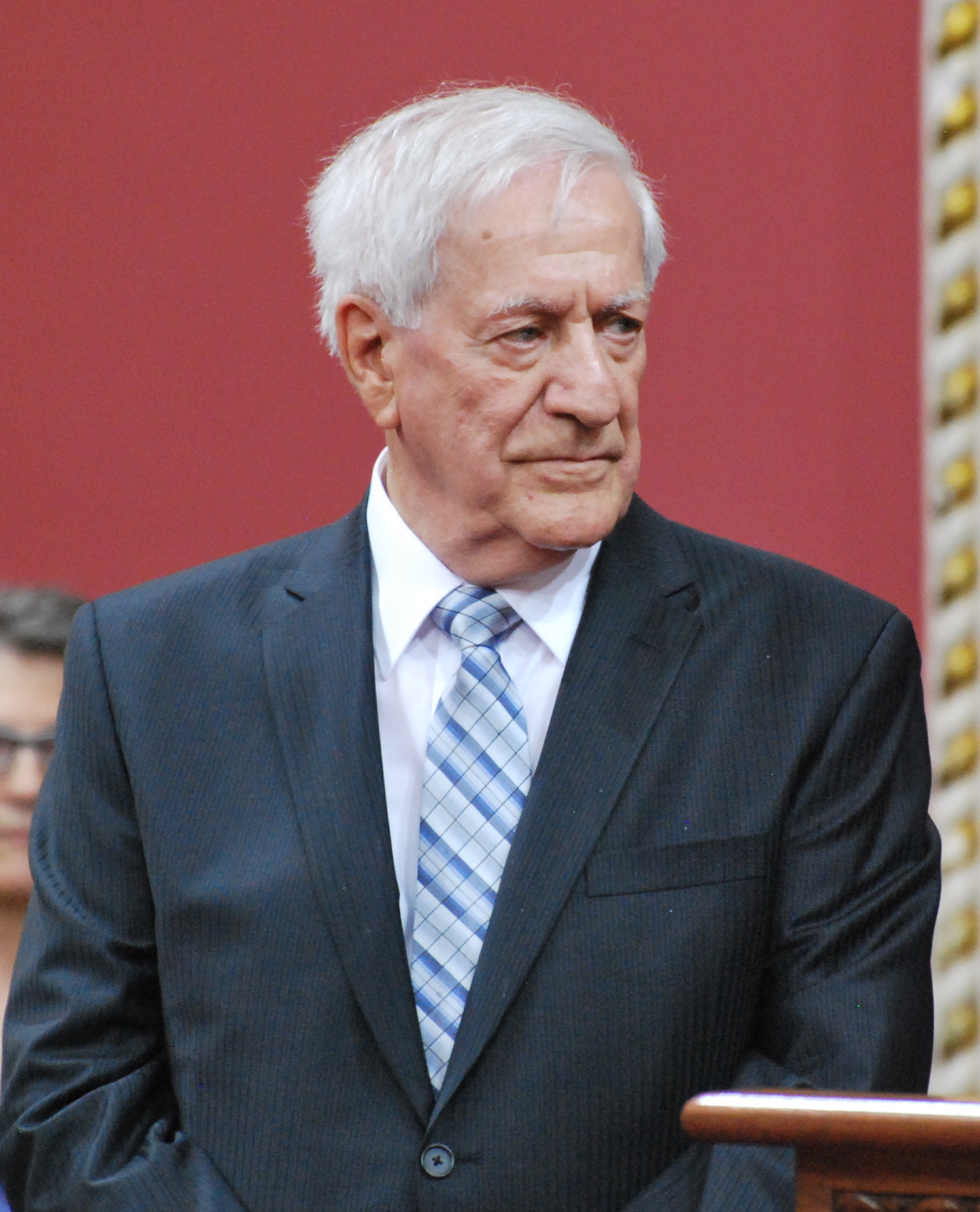
Marc-André Bédard est député de Chicoutimi de 1973 à 1985 pour le Parti québécois.
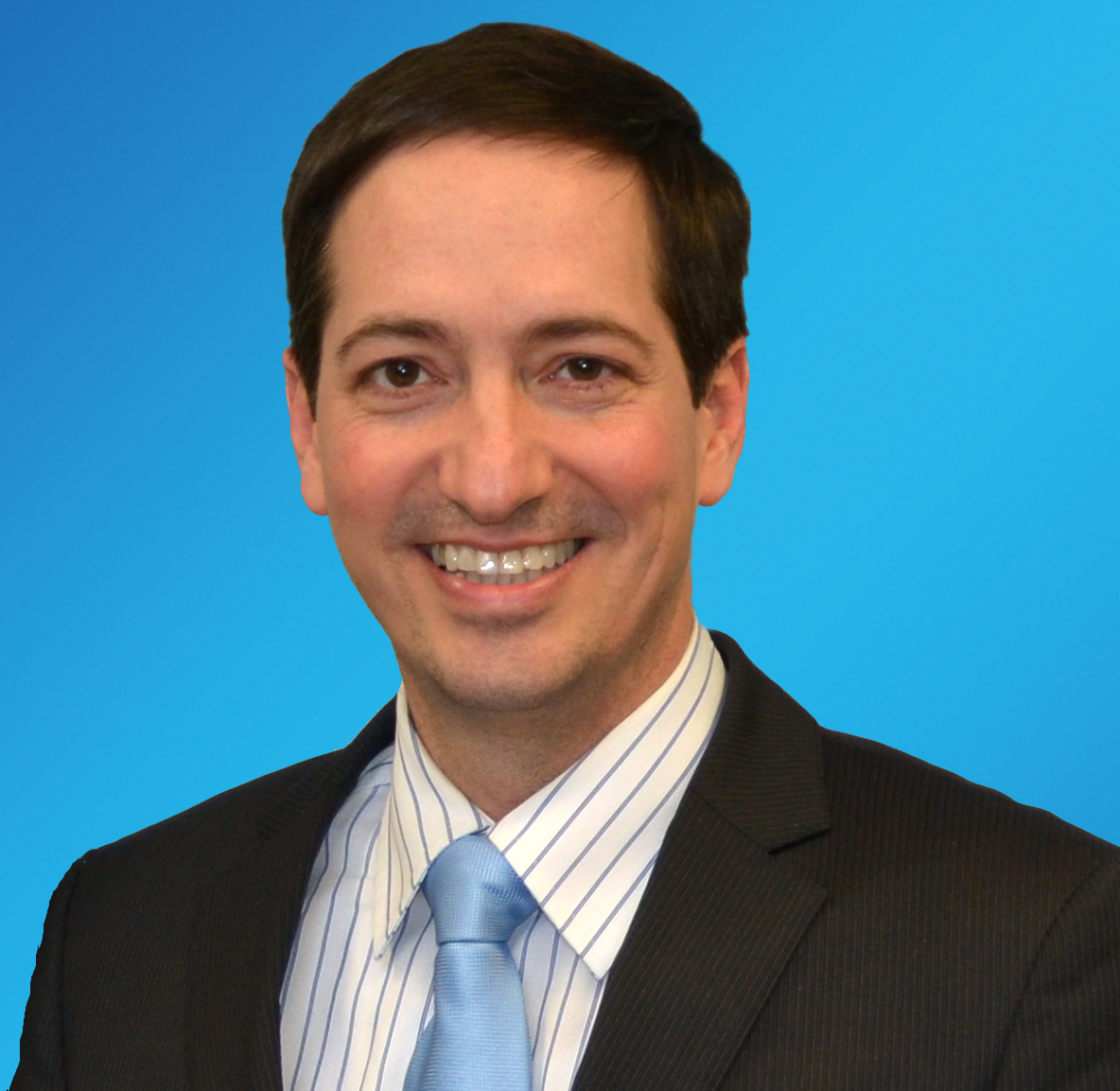
Stéphane Bédard est député de Chicoutimi de 1998 à 2015 pour le Parti québécois.

## Résultats électoraux

### Évolution pour les principaux partis
| |
| - Union nationale (ancien) - Parti libéral - Parti québécois - Crédit social (ancien) - Action démocratique (ancien) - Québec solidaire - Coalition avenir - Parti conservateur |

### Résultats détaillés
|                                                                                               | Nom                        | Parti            | Nombre de voix | %      | Maj.   |
| --------------------------------------------------------------------------------------------- | -------------------------- | ---------------- | -------------- | ------ | ------ |
|                                                                                               | Andrée Laforest (sortante) | Coalition avenir | 19 345         | 62,3 % | 14 930 |
|                                                                                               | Alice Villeneuve           | Parti québécois  | 4 415          | 14,2 % | -      |
|                                                                                               | Adrien Guibert-Barthez     | Québec solidaire | 3 741          | 12 %   | -      |
|                                                                                               | Éric Girard                | Conservateur     | 2 619          | 8,4 %  | -      |
|                                                                                               | Gabriel Caron              | Libéral          | 943            | 3 %    | -      |
| Total                                                                                         | Total                      | Total            | 31 063         | 100 %  |        |
| Le taux de participation lors de l'élection était de 68,7 % et 421 bulletins ont été rejetés. |                            |                  |                |        |        |

|                                                                                               | Nom                      | Parti            | Nombre de voix | %      | Maj.  |
| --------------------------------------------------------------------------------------------- | ------------------------ | ---------------- | -------------- | ------ | ----- |
|                                                                                               | Andrée Laforest          | Coalition avenir | 12 123         | 39,3 % | 4 416 |
|                                                                                               | Mireille Jean (sortante) | Parti québécois  | 7 707          | 25 %   | -     |
|                                                                                               | Marie-Josée Morency      | Libéral          | 6 094          | 19,7 % | -     |
|                                                                                               | Pierre Dostie            | Québec solidaire | 3 977          | 12,9 % | -     |
|                                                                                               | Tommy Philippe           | Vert             | 551            | 1,8 %  | -     |
|                                                                                               | Léonard Gagnon           | Conservateur     | 426            | 1,4 %  | -     |
| Total                                                                                         | Total                    | Total            | 30 878         | 100 %  |       |
| Le taux de participation lors de l'élection était de 68,5 % et 601 bulletins ont été rejetés. |                          |                  |                |        |       |

|                                                                                               | Nom                         | Parti            | Nombre de voix | %      | Maj.  |
| --------------------------------------------------------------------------------------------- | --------------------------- | ---------------- | -------------- | ------ | ----- |
|                                                                                               | Mireille Jean               | Parti québécois  | 8 810          | 46,7 % | 3 110 |
|                                                                                               | Francyne Gobeil             | Libéral          | 5 700          | 30,2 % | -     |
|                                                                                               | Hélène Girard               | Coalition avenir | 2 216          | 11,7 % | -     |
|                                                                                               | Pierre Dostie               | Québec solidaire | 1 508          | 8 %    | -     |
|                                                                                               | Alex Tyrrell                | Vert             | 465            | 2,5 %  | -     |
|                                                                                               | Catherine Bouchard-Tremblay | Option nationale | 170            | 0,9 %  | -     |
| Total                                                                                         | Total                       | Total            | 18 869         | 100 %  |       |
| Le taux de participation lors de l'élection était de 41,1 % et 301 bulletins ont été rejetés. |                             |                  |                |        |       |

|                                                                                               | Nom                       | Parti            | Nombre de voix | %      | Maj.  |
| --------------------------------------------------------------------------------------------- | ------------------------- | ---------------- | -------------- | ------ | ----- |
|                                                                                               | Stéphane Bédard (sortant) | Parti québécois  | 11 245         | 34,5 % | 1 605 |
|                                                                                               | Michel Mallette           | Libéral          | 9 640          | 29,6 % | -     |
|                                                                                               | Jean-Francois Doyon       | Coalition avenir | 5 691          | 17,5 % | -     |
|                                                                                               | Marc Pettersen            | Indépendant      | 3 601          | 11 %   | -     |
|                                                                                               | Réjean Godin              | Québec solidaire | 2 105          | 6,5 %  | -     |
|                                                                                               | Philippe Gosselin         | Option nationale | 327            | 1 %    | -     |
| Total                                                                                         | Total                     | Total            | 32 609         | 100 %  |       |
| Le taux de participation lors de l'élection était de 70,6 % et 556 bulletins ont été rejetés. |                           |                  |                |        |       |

|                                                                                               | Nom                         | Parti            | Nombre de voix | %      | Maj.  |
| --------------------------------------------------------------------------------------------- | --------------------------- | ---------------- | -------------- | ------ | ----- |
|                                                                                               | Stéphane Bédard (sortant)   | Parti québécois  | 15 768         | 44,5 % | 6 907 |
|                                                                                               | Alix Boivin                 | Coalition avenir | 8 861          | 25 %   | -     |
|                                                                                               | Carol Néron                 | Libéral          | 7 925          | 22,4 % | -     |
|                                                                                               | Pierre Dostie               | Québec solidaire | 1 755          | 5 %    | -     |
|                                                                                               | Catherine Bouchard-Tremblay | Option nationale | 679            | 1,9 %  | -     |
|                                                                                               | Simon Lavoie                | Classe moyenne   | 440            | 1,2 %  | -     |
| Total                                                                                         | Total                       | Total            | 35 428         | 100 %  |       |
| Le taux de participation lors de l'élection était de 76,8 % et 443 bulletins ont été rejetés. |                             |                  |                |        |       |

|                                                                                               | Nom                       | Parti               | Nombre de voix | %      | Maj.  |
| --------------------------------------------------------------------------------------------- | ------------------------- | ------------------- | -------------- | ------ | ----- |
|                                                                                               | Stéphane Bédard (sortant) | Parti québécois     | 13 400         | 46 %   | 1 282 |
|                                                                                               | Joan Simard               | Libéral             | 12 118         | 41,6 % | -     |
|                                                                                               | Jean-Philippe Marin       | Action démocratique | 2 465          | 8,5 %  | -     |
|                                                                                               | Réjean Godin              | Québec solidaire    | 1 174          | 4 %    | -     |
| Total                                                                                         | Total                     | Total               | 29 157         | 100 %  |       |
| Le taux de participation lors de l'élection était de 63,7 % et 404 bulletins ont été rejetés. |                           |                     |                |        |       |

|                                                                                               | Nom                       | Parti               | Nombre de voix | %      | Maj.  |
| --------------------------------------------------------------------------------------------- | ------------------------- | ------------------- | -------------- | ------ | ----- |
|                                                                                               | Stéphane Bédard (sortant) | Parti québécois     | 13 965         | 40 %   | 1 046 |
|                                                                                               | André Harvey              | Libéral             | 12 919         | 37 %   | -     |
|                                                                                               | Luc Picard                | Action démocratique | 6 155          | 17,6 % | -     |
|                                                                                               | Colette Fournier          | Québec solidaire    | 1 093          | 3,1 %  | -     |
|                                                                                               | Daniel Fortin             | Vert                | 803            | 2,3 %  | -     |
| Total                                                                                         | Total                     | Total               | 34 935         | 100 %  |       |
| Le taux de participation lors de l'élection était de 76,4 % et 293 bulletins ont été rejetés. |                           |                     |                |        |       |

|                                                                                               | Nom                       | Parti               | Nombre de voix | %      | Maj.  |
| --------------------------------------------------------------------------------------------- | ------------------------- | ------------------- | -------------- | ------ | ----- |
|                                                                                               | Stéphane Bédard (sortant) | Parti québécois     | 14 471         | 43,7 % | 2 657 |
|                                                                                               | Jean-Guy Maltais          | Libéral             | 11 814         | 35,7 % | -     |
|                                                                                               | Carl Savard               | Action démocratique | 5 841          | 17,6 % | -     |
|                                                                                               | Pierre Dostie             | UFP                 | 670            | 2 %    | -     |
|                                                                                               | Dominic Tremblay          | Bloc pot            | 314            | 0,9 %  | -     |
| Total                                                                                         | Total                     | Total               | 33 110         | 100 %  |       |
| Le taux de participation lors de l'élection était de 71,9 % et 310 bulletins ont été rejetés. |                           |                     |                |        |       |

|                                                                                               | Nom                         | Parti                 | Nombre de voix | %      | Maj.   |
| --------------------------------------------------------------------------------------------- | --------------------------- | --------------------- | -------------- | ------ | ------ |
|                                                                                               | Stéphane Bédard             | Parti québécois       | 19 980         | 57,3 % | 10 025 |
|                                                                                               | Marina Larouche             | Libéral               | 9 955          | 28,5 % | -      |
|                                                                                               | Carl Savard                 | Action démocratique   | 4 653          | 13,3 % | -      |
|                                                                                               | Jean-Guy Tremblay           | Démocratie socialiste | 177            | 0,5 %  | -      |
|                                                                                               | Stéphane Guy Maurice Gagnon | Indépendant           | 127            | 0,4 %  | -      |
| Total                                                                                         | Total                       | Total                 | 34 892         | 100 %  |        |
| Le taux de participation lors de l'élection était de 74,8 % et 350 bulletins ont été rejetés. |                             |                       |                |        |        |

|                                                                                               | Nom                         | Parti               | Nombre de voix | %      | Maj.   |
| --------------------------------------------------------------------------------------------- | --------------------------- | ------------------- | -------------- | ------ | ------ |
|                                                                                               | Jeanne Blackburn (sortante) | Parti québécois     | 22 025         | 63,6 % | 13 004 |
|                                                                                               | Rémi Hamel                  | Libéral             | 9 021          | 26 %   | -      |
|                                                                                               | Réal Barrette               | Action démocratique | 2 619          | 7,6 %  | -      |
|                                                                                               | Gervais Tremblay            | NPD Québec          | 706            | 2 %    | -      |
|                                                                                               | Claire Desmeules            | Loi naturelle       | 285            | 0,8 %  | -      |
| Total                                                                                         | Total                       | Total               | 34 656         | 100 %  |        |
| Le taux de participation lors de l'élection était de 78,3 % et 384 bulletins ont été rejetés. |                             |                     |                |        |        |

## Référendums
|  | Référendum                     | % du OUI | % du NON | Taux de participation |
|  | Référendum de 1980             | 58,51 %  | 41,49 %  | 85,25 %               |
|  | Accord de Charlottetown (1992) | 25,57 %  | 74,43 %  | 82,52 %               |
|  | Référendum de 1995             | 68,87 %  | 31,13 %  | 92,64 %               |